# Wire (album)
Wire je čtrnácté studiové album anglické rockové skupiny Wire. Vydalo jej v dubnu roku 2015 hudební vydavatelství Pink Flag. Jeho producenty byli členové skupiny Wire a nahráno bylo během roku 2014 ve studiu Rockfield Studios nedaleko velšské vesnice Rockfield, některé závěrečné úpravy probíhaly v prosinci toho roku ve studiu Brighton Electric v Brightonu.

## Seznam skladeb
Autory všech skladeb jsou členové skupiny Wire.
| Pořadí | Název           | Délka |
| ------ | --------------- | ----- |
| 1.     | Blogging        | 3:46  |
| 2.     | Shifting        | 3:17  |
| 3.     | Burning Bridges | 3:17  |
| 4.     | In Manchester   | 2:41  |
| 5.     | High            | 1:52  |
| 6.     | Sleep-Walking   | 7:30  |
| 7.     | Joust & Jostle  | 2:12  |
| 8.     | Swallow         | 4:17  |
| 9.     | Split Your Ends | 3:30  |
| 10.    | Octopus         | 3:16  |
| 11.    | Harpooned       | 8:23  |

## Obsazení
- Colin Newman – zpěv, kytara, klávesy, mandola
- Graham Lewis – baskytara, klávesy, doprovodné vokály
- Robert Grey – bicí
- Matt Simms – kytara, klávesy, syntezátory, smyčky